# Wembley Wizards

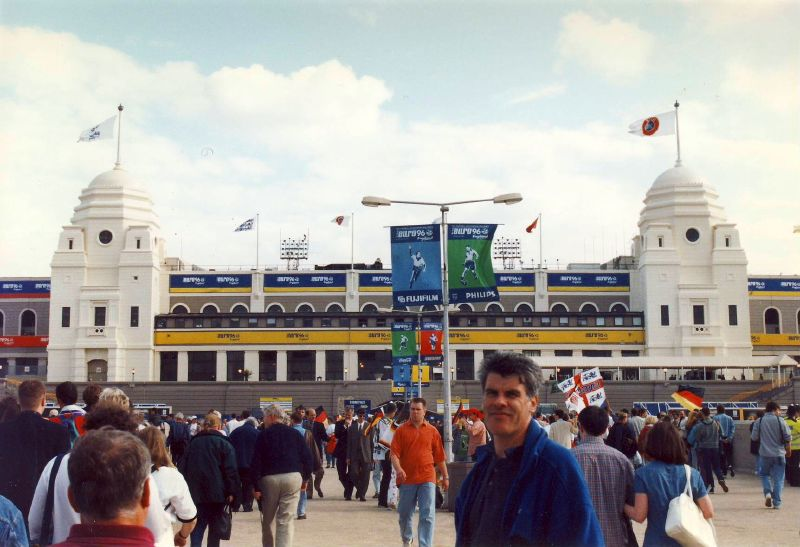
Lo Stadio di Wembley usato per la competizione; negli anni 2000 è stato demolito e sostituito, nel 2007, dal nuovo omonimo impianto.

Wembley Wizards (in italiano: Maghi di Wembley) è il soprannome dato alla nazionale scozzese di calcio dopo aver sconfitto, nel 31 marzo 1928, l'Inghilterra segnando loro cinque gol al Wembley Stadium.

## Antefatti
La Scozia, prima di questa partita, non era riuscita a vincere alcun incontro del Torneo Interbritannico di quella stagione. La squadra infatti aveva collezionato parecchie prestazioni negative: era stata sconfitta l'Irlanda (1-0 a Belfast) per poi pareggiare con il Galles a Wrexham. Venne inoltre sconfitta in casa per 6-2 dagli stessi inglesi, all'Hampden Park di Glasgow.
L'Inghilterra aveva perso contro l'Irlanda, subendo due gol, e con il Galles a Burnley. Inoltre gli stessi precedenti contro la Scozia negli anni venti erano poco incoraggianti: una sola vittoria su otto incontri.

## Preparativi
La Scottish Football Association aveva relegato in panchina molti calciatori esperti, quali David Meiklejohn e Jimmy McGrory in favore di un debuttante (Tom Bradshaw) e di cinque uomini d'attacco prima mai provati nella stessa formazione. Uno solo di questi aveva partecipato a una partita internazionale sperimentale tra gli Anglo-Scots e gli Home Scots, che aveva avuto le seguenti formazioni:
- Home Scots: Jack Harkness (Queen's Park); Dougie Gray (Rangers), Willie McStay (capitano) (Celtic); Kennedy (Falkirk), Lambie (Partick Thistle), Tully Craig (Rangers); Gavigan (St. Johnstone), Stewart Chalmers (Queen's Park), David McCrae (St. Mirren), Bob McPhail (Airdrieonians), Adam McLean (Celtic).
- Anglo-Scots: Jock Crawford (Blackburn); James Nelson (Cardiff City), Smith (Middlesbrough); Johnny Duncan (Leicester), Tom Bradshaw (Bury), Jimmy McMullan (Manchester City); David Robbie (Bury), Arthur Lochhead (Leicester), Tom Jennings (Leeds), Alex James (Arsenal), George McLachlan (Cardiff City).

## La partita
Nei primi minuti di gioco, il calciatore inglese Billy Smith ebbe un'ottima occasione, ma colpì il palo. Immediatamente la Scozia si riprese: Alan Morton crossò passando la palla ad Alex Jackson, che segnò il primo gol al terzo minuto. Gli scozzesi realizzarono i quattro gol seguenti nel secondo tempo; infatti molto spesso si considera quest'ultimo come "i 45 minuti più memorabili nella storia della nazionale scozzese". Quando ormai la partita era prossima a finire Bob Kelly tirò una punizione che superò Jack Harkness, realizzando così il gol della bandiera per gli inglesi.
(Ivan Sharpe, giornalista dell'Athletic News)

## Tabellino
| Arbitro: | Bell |

|                                                                              |            |                                                                                  |
| Kelly 89’                                                                    | Marcatori  | 3’, 65’, 85’ Jackson 44’, 74’ James                                              |
| Hufton Goodall Jones Edwards Wilson Healless Hulme Kelly Dean Bradford Smith | Formazioni | Harkness Nelson Law Gibson Bradshaw McMullan Jackson Dunn Gallacher James Morton |
| Commissione Tecnica                                                          | Allenatori | Commissione Tecnica                                                              |